# 西愛礼
西 愛礼（にし よしゆき、1991年11月1日 - ）は、日本の弁護士。大阪弁護士会所属。元裁判官。

## 来歴・人物
2016年に千葉地方裁判所刑事部の判事補に任官する。
その後、裁判官を2021年に依願退官して弁護士となり、中村和洋や秋田真志と共にプレサンス元社長冤罪事件で無罪判決を得る。同事件において、西は、多数の保釈条件を付して保釈保証金7億円での山岸忍の保釈を実現させたほか、大阪地検特捜部に取調べで威迫された共犯者が供述を変遷させた時点を発見した。
また、2023年には、秋田真志と共にスナック人違い事件で無罪判決を得たところ、同事件において、大阪地方裁判所は「不適切な識別手続によって、被害者の記憶が変容した可能性も否定できない」と判示した。
2024年には角川五輪汚職事件及び角川人質司法違憲訴訟の弁護団に参画している。

## 冤罪研究
裁判官時代に初めて無罪判決を宣告した際、誰も冤罪事件の検証をしないことに不安を覚え、その後のプレサンス元社長冤罪事件などを経て、冤罪はその原因が放置されて再生産されているため、冤罪を防ぐためには過去の冤罪から学ぶ必要があり、そのためには過去の冤罪事件の知識を集約しなければならないと考え、冤罪に関する知見を集約した『冤罪学』を著した。同研究活動は守屋研究奨励賞及び日本弁護士連合会「弁護士業務における先進的な取組等」として表彰されている。

## 過去の担当事件
- プレサンス元社長冤罪事件
- スナック人違い事件
- 角川五輪汚職事件・角川人質司法違憲訴訟

## 著書
- 『冤罪学』日本評論社、2023年。ISBN 978-4535527546
- 『冤罪　人はなぜ間違えるのか』集英社インターナショナル、2024年、ISBN 	978-4-7976-8151-2

## 出演
- 『Abema Prime』
- 『ポリタスTV』（YouTube）